# Carolin Hingst

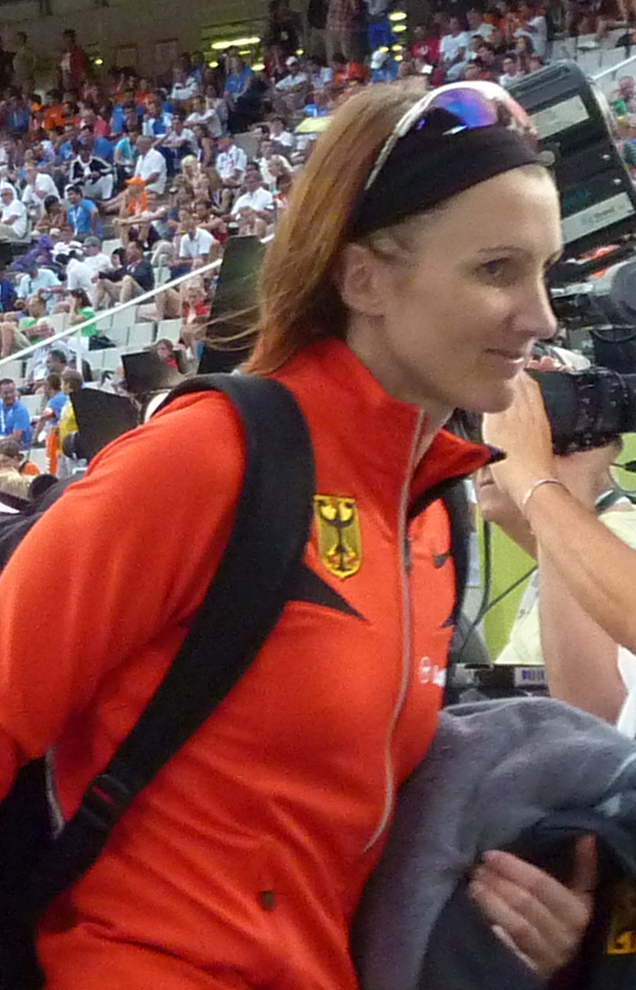
Carolin Hingst vid EM 2010.

Carolin Tamara Hingst, född den 18 september 1980 i Donauwörth, är en tysk friidrottare som tävlar i stavhopp.
Hingst första mästerskapsfinal var vid VM 2001 då hon slutade på tionde plats. Efter att ha missat några finaler var hon i final vid EM-inomhus 2005 där hon blev fyra efter att ha klarat 4,65. 
Hon var även i final vid VM 2005 då hon blev tia efter att ha klarat 4,35. Vid Olympiska sommarspelen 2008 slutade hon på sjätte plats efter att ha klarat 4,65.

## Personliga rekord
- Stavhopp - 4,66 meter (inomhus 4,70 meter)